# Riflesso di Semmelweis
Il riflesso di Semmelweis o "effetto Semmelweis" è una metafora della tendenza riflessiva a rifiutare nuove prove o nuove conoscenze perché contraddicono le norme, le credenze o i propri paradigmi stabiliti.

## Etimologia
Il nome per questo termine è la scoperta dell'importanza dell'igiene da parte del chirurgo e ostetrico ungherese Ignaz Semmelweis.

## Casi
Un altro esempio è la teoria della deriva dei continenti di Alfred Wegener.
In alcuni casi, l'innovazione scientifica ha portato alla punizione piuttosto che alla ricompensa perché contrastava paradigmi e schemi comportamentali consolidati. Il concetto fu coniato dall'autore americano Robert Anton Wilson (1932–2007) e prende il nome dal medico ungherese Ignaz Semmelweis (1818–1865).
Semmelweis attribuì la frequente insorgenza della febbre puerperale, una delle principali cause dell'alto tasso di mortalità delle madri dopo il parto, alla scarsa igiene dei medici e del personale ospedaliero, e cercò di introdurre norme igieniche. Il suo studio del 1847/48 è considerato il primo caso pratico di medicina basata sull'evidenza in Austria. Durante la sua vita, tuttavia, i suoi risultati non furono riconosciuti e furono respinti da molti colleghi, soprattutto dai suoi superiori, come "assurdità speculative". Solo dopo il lavoro di Joseph Lister (1827–1912) nel campo della medicina antisettica, le connessioni tra la mancanza di misure di disinfezione, le infezioni batteriche e la febbre puerperale divennero chiare.

## Letteratura
- R. N. Braun: Wo die angewandte Medizin heute steht oder der Semmelweis-Effekt. In: Der Allgemeinarzt. 1984, Heft 8.
- Gerhard Medicus: Semmelweis-Effekt. In: Naturwissenschaftliche Rundschau. 64. Jahrgang (2011), Heft 9, S. 501–502, und in ISBN 978-3-86135-583-0, Seiten 60–64.
- Robert Anton Wilson: The Game of Life. New Falcon Publications. 1991 ISBN 1561840505.